# Kishori Saran Lal
Kishori Saran Lal (* 1920; † 2002) war ein indischer Historiker. Er spezialisierte sich auf dem Gebiet der Geschichte des mittelalterlichen Indiens und hat auf diesem Gebiet wichtige Standardwerke veröffentlicht.
Er promovierte an der University of Allahabad, wo er eine Dissertation zur Geschichte der Khaljis schrieb. Später veröffentlichte er ein Buch zur Geschichte der Khaljis (History of the Khaljis), das bald zu einem bedeutenden Standardwerk wurde.
Nach 1963 war er Professor an der University of Delhi. Er beherrschte Persisch, Alt-Persisch, Urdu und andere Sprachen fließend.

## Werke
- The Legacy of Muslim Rule in India. New Delhi, Aditya Prakashan, 1992. ISBN 81-85179-03-4
- History of the Khaljis (1950, 1967, 1980)
- Twilight of the Sultanate (1963, 1980)
- Studies in Asian History (edited - 1969)
- Growth of Muslim Population in Medieval India (1973)
- Early Muslims in India (1984)
- The Mughal Harem (1988)
- Indian Muslims: Who are they (1990)
- Muslim Slave System in Medieval India (1994)
- Historical essays
- Theory and Practice of Muslim State in India (1999)
- Growth of Scheduled Tribes and Castes in Medieval India (1995)

| Personendaten    | Personendaten        |
| ---------------- | -------------------- |
| NAME             | Lal, Kishori Saran   |
| KURZBESCHREIBUNG | indischer Historiker |
| GEBURTSDATUM     | 1920                 |
| STERBEDATUM      | 2002                 |